# Del amor y otros demonios (novela)
Del amor y otros demonios es una novela del escritor colombiano Gabriel García Márquez publicada en el año 1994. 
La novela relata la historia de una pequeñita niña llamada Sierva María, la cual ha sufrido una serie de calvarios a lo largo de su corta vida.

## Trama
En el esplendor y decadencia de la América esclavista del siglo XVIII se escribió la historia de Sierva María de Todos los Ángeles, la marquesina recluida en un convento. Allí, enfrentará el prejuicio y la ignorancia de su tiempo, los horrores de la Inquisición y de la enfermedad incurable, y del dolor inagotable del amor sin esperanza. Su leyenda desbordante de magia trascenderá los siglos para cuestionar la naturaleza de la fe, de la pasión y aún, la opresión definitiva de la muerte
Gabriel García Márquez. Del amor y otros demonios.

La obra se inicia cuando Sierva María de Todos los Ángeles, hija del Marqués de Casalduero, es mordida por un perro con rabia. Días después del incidente, se lo comunicaron a su madre, pero como la herida había cicatrizado no le prestó importancia. Un mes después una esclava fue a visitar al Marqués para decirle de la peste de rabia que había y que su hija había sido mordida por un perro con rabia pero el marqués no la creía, porque estaría seguro de que si fuese así, él sería el primero en saberlo. Su esposa le confirmó el hecho, por lo que el marqués quería dar a su hija todo lo que no le había dado antes porque estaba enferma y pronto moriría. La niña enfermó y sufrió muchas fiebres, por lo que se pensó que estaba poseída por un demonio y el obispo recomendó llevarla al convento de Santa Clara para que fuera exorcizada.
La niña fue llevada al convento, donde no fue muy bien recibida. La abadesa era una mujer de muy mal carácter y se quejaba constantemente de que le hubieran llevado a ese demonio. El obispo encargó a su hombre de confianza, el padre Cayetano Delaura, que se hiciera cargo de los exorcismos de la niña, pero terminó obsesionado con ella y el obispo lo encontró acariciando extasiado las prendas de Sierva María, por lo que le retiró el cargo y lo mandó a cuidar leprosos. A pesar de eso, Sierva María y Cayetano se veían todas las noches a escondidas en el convento y se enamoraron locamente envueltos en un éxtasis indescriptible.
Un día, Cayetano iba a cruzar la cerca para ver a Sierva María cuando fue rodeado por muchas monjas, que lo descubrieron y lo mandaron al hospital a cuidar leprosos el resto de su vida. Sierva María nunca supo por qué Cayetano nunca volvió y fue exorcizada por el obispo, quien le cortó su larga cabellera y la mantuvo encerrada porque los indicios de posesión demoníaca no hicieron sino aumentar. Sierva María dejó de comer y murió, siempre preguntándose por qué Cayetano nunca regresó. Una guardiana la encontró muerta en su cama y se veía como el cabello le brotaba.

## Personajes de la novela
- Sierva María de Todos los Ángeles: Personaje principal. Era hija del Marqués y de Bernarda de Cabrera, de 12 años de edad. Creció con las tradiciones de los esclavos yoruba a pesar de ser la hija de un marqués. Se comportaba como los esclavos, solía mentir siempre, pasar desapercibida y conocía sus lenguas y tradiciones.
- Cayetano Alcino del Espíritu Santo Delaura y Escudero: Personaje principal. Era un hombre de 36 años apasionado por la lectura, no tiene ningún cargo definido, pero se le considera un vicario por su cercanía al obispo. Tiene una extraña conexión con Sierva María desde antes de conocerla y pese a su hábito, termina por enamorarse de ella.
- Ygnacio de Alfaro y Dueñas, segundo marqués de Casalduero y señor del Darién: Personaje secundario. Padre de Sierva María. Hombre bueno de carácter débil, temeroso y apático.
- Bernarda Cabrera: Personaje secundario. Madre de Sierva María, pero siempre la odió y le temió por su presencia fantasmal. Llevaba vida de crápula. Nunca amó al marqués y se casó con él por interés. Astuta para los negocios de esclavos pero entregada a los vicios ya que le fue infiel al marqués con un esclavo que le daba placer.
- Abrenuncio de Sa Pereira Cao: El médico más notable y controvertido de la ciudad. Era idéntico al rey de bastos.
- Dominga de Adviento: Otro de los personajes que se mencionan al principio de la historia, pues crio y cuidó a la niña bajo sus creencias con las demás esclavas negras de la casa. Después de la muerte de Dominga de Adviento, el padre de Sierva María hizo que la niña viviera con él y su madre en la casa.
- Dulce Olivia: Era el primer interés amoroso del marqués, nunca pudo estar con él en una relación; por eso solia entrar a hurtadillas a su casa a limpiar todo lo que podía durante la noche.
- Tomás de Aquino de Narváez: Era el antiguo fiscal del Santo Oficio en Sevilla y párroco del barrio de los esclavos, fue escogido por el obispo para sustituirlo en los exorcismos a Sierva María.
- Obispo Don Toribio de Cáceres y Virtudes: Es el obispo de la diócesis, cuenta con una avanzada edad y asma severo. Él cree firmemente que Sierva María está poseída por demonios y es el primero en sugerirle al marqués lo mismo, aparte de ser la razón principal por la que internan a la niña en el convento de Santa Clara.

## Adaptaciones
Se realizó una ópera basada en el libro titulada Love and Other Demons con música de Péter Eötvös y libreto del autor húngaro Kornél Hamvai, estrenada el 10 de agosto de 2008 en el Festival de Glyndebourne. En 2009 se realizó la adaptación cinematográfica del libro, Del amor y otros demonios, dirigida por la costarricense Hilda Hidalgo.